# 1992 au Nouveau-Brunswick
Chronologie du Nouveau-Brunswick
- 1988
- 1989
- 1990
- 1991
- 1992
- 1993
- 1994
- 1995
- 1996

Cette page concerne les événements survenus en 1992 dans la province canadienne du Nouveau-Brunswick.

## Événements
- Fondation de l'organisation Anglo Society of New Brunswick.
- Fondation du groupe acadien de musique Les Méchants Maquereaux.
- Gordon Fairweather quitte ses fonctions du président de la Commission de l'immigration et du statut de réfugié du Canada.
- Ouverture du Pays de la Sagouine.
- 1er janvier : Fondation de Tracadie-Sheila.
- Nuit du 2 au 3 février : tempête de neige record dans le sud-est du Nouveau-Brunswick (130 cm de neige).
- 22 juin : Bill Malenfant, Brad Woodside, Leopold Belliveau et Elsie Wayne sont réélus respectivement maires de Dieppe, Fredericton, Moncton et Saint-Jean lors des élections municipales.
- 26 octobre : le Nouveau-Brunswick vote pour l'Accord de Charlottetown à 61,8 % contre 38,2 % d'opposition.

## Naissances
- 14 avril : Kevin Gagne, joueur de hockey sur glace.
- 28 octobre : Zack Phillips, joueur de hockey sur glace.
- 7 décembre : Sean Couturier, joueur de hockey sur glace.

## Décès
- 6 décembre : Joseph Fournier, député, ministre et sénateur
- 13 décembre : Kenneth Colin Irving, homme d'affaires